# Glicobiología
La glicobiología comprende el estudio de la estructura molecular y función biológica de los polisacáridos libres o presentes en glicoproteínas, glicolípidos y proteoglicanos, así como de las proteínas que interactúan específicamente con los polisacáridos (incluyendo lectinas, glicosiltransferasas y glicosidadas) y su implicación causal en el desarrollo de patologías, diagnosis y terapia.

## Historia
El primer reporte de una proteína que llevaba unida azúcares covalentemente tuvo lugar en 1938 por A. Neuberger. Sin embargo, con anterioridad se había investigado en otros aspectos de la función biológica de polisacáridos, por ejemplo, el papel de la heparina o las lectinas. Posterior a 1938, se profundizó en el estudio del papel de los azúcares en el sistema de grupos sanguíneos AB0 y poco a poco se fueron describiendo los diversos tipos de glicanos y rutas de biosíntesis. No obstante, el avance en este campo no se puede comparar al que se experimentó en el estudio de otras macromoléculas como el DNA o las proteínas.
Existen diversas consideraciones a tener en cuenta a la hora de explicar la complejidad adicional que supone estudiar los polisacáridos respecto al DNA o las proteínas. Para empezar no existe un molde para la síntesis de los polisacáridos, a diferencia de lo que ocurre con el DNA y las proteínas. Además las estructuras que generan son mucho más complejas. Esta diversidad se explica gracias a la presencia de numerosos monoméros (monosacáridos que componen la mayoría de los polisacáridos) que pueden unirse mediante gran variedad de enlaces y generar estructuras ramificadas.

## Monosacáridos
Los monosacáridos (del griego monos: único, sacchar: azúcar), también llamados azúcares simples, son las formas más simples de azúcar y las unidades más básicas (monómeros) a partir de las cuales se construyen todos los carbohidratos.
Suelen ser sólidos incoloros, solubles en agua y cristalinos. A pesar de su nombre coloquial (azúcares), solo algunos monosacáridos tienen un sabor dulce. La mayoría de los monosacáridos tienen la fórmula C
nH
2nO
n (aunque no todas las moléculas con esta fórmula son monosacáridos).
Ejemplos de monosacáridos incluyen glucosa (dextrosa), fructosa (levulosa) y galactosa. Los monosacáridos son los componentes básicos de los disacáridos (como la sacarosa y la lactosa) y los polisacáridos (como la celulosa y el almidón). El azúcar de mesa que se usa en la lengua común es la sacarosa (disacárido) que comprende una molécula de D-glucosa y una de D-fructosa.
Cada átomo de carbono que soporta un grupo hidroxilo es quiral, excepto los que se encuentran al final de la cadena. Esto da lugar a una serie de formas isoméricas, todas con la misma fórmula química. Por ejemplo, la galactosa y la glucosa son aldohexosas, pero tienen estructuras físicas y propiedades químicas diferentes.

## Disacárido
Los disacáridos consisten en dos monosacáridos unidos covalentemente por un enlace O glicosídico. Este enlace se genera cuando un grupo OH reacciona con el OH del carbono anomérico del otro monosacárido.

## Oligosacárido
Los oligosacáridos son moléculas constituidas por la unión covalente de 2 a 10 monosacáridos cíclicos, de 3 en adelante pueden ser lineales o ramificados  mediante enlaces de tipo glucosídicos, enlace covalente que se establece entre grupos alcohol de dos monosacáridos, con desprendimiento de una molécula de agua.  
El grupo más simple de oligosacáridos es el de los disacáridos, o azúcares dobles, que resultan de la unión de dos monosacáridos, algunos ejemplos son: 
- Lactosa o azúcar de la leche, formada por una unidad de glucosa y otra de galactosa
- Sacarosa o azúcar de mesa, que aparece en los productos azucarados, como la remolacha y la caña. Está formada por glucosa y fructosa.
- Maltosa o azúcar de malta, está formada por dos moléculas de glucosa.

Algunos oligosacáridos tienen propiedades prebióticas, es decir estimulan la proliferación de bacterias intestinales beneficiosas para la salud humana o probióticos:
- Fructooligosacáridos (FOS).
- Galactooligosacáridos (GOS).
- Xilooligosacáridos (XOS).

Los oligosacáridos pueden adoptar estructuras muy complejas ya que las subunidades de monosacáridos que los componen pueden enlazarse tanto linealmente como lateralmente, dando lugar a polímeros ramificados. Además, los oligosacáridos pueden unirse covalentemente a otros grupos de moléculas formando glicoconjugados:
- oligosacárido + proteína = glicoproteína
- oligosacárido + lípido = glicolípido

## Polisacárido (glicanos)
Están formados por cadenas de monosacáridos unidos mediante enlace glicosídicos. Algunos de los polisacáridos con interés biológico son el almidón, el glucogéno, la celulosa, la quitina. En el enlace glicosídico pueden definirse dos ángulos de rotación (φ y ψ) y realizar un diagrama similar al gráfico de Ramachandran que represente conformaciones permitidas y otras estéricamente impedidas. Los valores que estos ángulos nos permiten describir las estructuras tridimensionales que adquieren algunos polisacáridos, como los dextranos, la celulosa y la amilosa.

## Glicoproteínas
Muchas proteínas presentan glicanos unidos covalentemente. Esta modificación tiene lugar en los orgánulos de la vía secretora: retículo endoplasmático y aparato de Golgi.
- N-glicanos: se caracterizan por la incorporación de una estructura de sacáridos conservadas a residuos de asparragina. Este tipo de modificación consta de numerosos pasos de procesamiento: transferencia del core, control de calidad, extensión de las ramas…
- O-glicanos: se inicia por la adición de un residuo de GalNAc al grupo OH un residuo de Ser o de Thr.
- O-GlcNac: consiste en la modificación por un único monosacárido de GlcNAc de residuos de Ser/Thr en proteínas nucleocitoplasmáticas.

## Proteoglicanos y Glicosaminoglicanos
Los glicosaminosglicanos(GAGs) son largas polímeros sin ramificar que pueden existir como moléculas independientes (hialurano) o asociadas a otras moléculas (como proteoglicanos). Su estructura se basa en repeticiones de disacáridos siendo normalmente uno de ellos el ácido urónico.
Hay al menos seis GAGs: ácido hialurónico, condroitín sulfatp, keratan sulfato, heparina, heparan sulfato y dermantán sulfato.

## Glicoesfingolípidos
Los glicoesfingolípidos son moléculas resultado de la combinación de un esfingolípido que lleva unidos uno o varios monosacáridos mediante enlace β-glicosídico. Se distinguen dos grupos: cerebrosidos (solo llevan unidos un monosacárido) y gangliósidos (llevan unido dos o más de dos monosacáridos, normalmente glucosa, galactosa y ácidos siálico).